# Mónaco
Mónaco, oficialmente Principado do Mónaco (português europeu) ou Principado de Mônaco (português brasileiro) (em francês:  Principauté de Monaco AFI: [pʁɛ̃sipote də monako]; em dialeto monegasco: Principatu de Múnegu), é uma cidade-estado soberana, e, portanto, um microestado, situado ao sul da França. Fazendo costa com o mar Mediterrâneo, o principado, fundado em 1297 pela Casa de Grimaldi — até hoje sua soberana —, fica a menos de 20 km a leste da cidade de Nice e 20 km a oeste da cidade de Ventimiglia. Possui aproximadamente uma área de 202 ha (2,02 km²), sendo o segundo menor Estado do mundo, atrás apenas do Vaticano, com 44 hectares de área, e é o estado com a densidade populacional mais alta do mundo. Tem como forma de governo a monarquia constitucional, em que o monarca é Sua Alteza Sereníssima, o Príncipe Alberto II do Mónaco.
O Mônaco é um dos seis microestados da Europa e um dos 24 do mundo. É governado há mais de sete séculos pela Casa de Grimaldi, sendo uma das 48 monarquias da atualidade. A população do Mónaco apresenta uma característica rara: seus habitantes nativos (os monegascos) são minoria em seu próprio país, perfazendo apenas 21,6% do total de habitantes. Os franceses são 28,4% e os italianos, 18,7%.
O desenvolvimento econômico foi estimulado no final do século XIX, com a abertura do primeiro casino do país, Casino de Monte Carlo, e uma conexão ferroviária com Paris. Desde então, o clima ameno, as paisagens e as instalações de jogos do Mônaco contribuíram para o status do principado como destino turístico e centro de recreação para os ricos. Nos últimos anos, Mônaco tornou-se um importante centro bancário e procurou diversificar sua economia no setor de serviços e em pequenas indústrias de alto valor agregado e não poluentes. O estado não possui imposto de renda, baixos impostos comerciais e é bem conhecido por ser um paraíso fiscal. É também o anfitrião da corrida anual de carros de circuito de Mônaco, um dos Grandes Prêmios originais da Fórmula 1 e local de nascimento do piloto da Scuderia Ferrari, Charles Leclerc. O principado tem um time de futebol, o AS Monaco, que se tornou campeão francês em várias ocasiões, e é sede do World Music Awards.
Mônaco não faz formalmente parte da União Europeia (UE), mas participa de certas políticas do bloco, incluindo controles alfandegários e de fronteiras. Por meio de seu relacionamento com a França, o Mônaco usa o Euro como sua única moeda (antes disso, usava o franco monegasco). O país ingressou no Conselho da Europa em 2004. É membro da Organização Internacional da Francofonia (OIF).

## História
A área hoje ocupada pelo Principado do Mónaco era já habitada desde a pré-história. Um rochedo, projetado sobre as águas do mar Mediterrâneo, serviu de refúgio a várias populações primitivas. Os lígures, primeiros habitantes sedentários da região, eram montanheses acostumados a trabalhar em condições adversas. A costa e o porto eram a saída para o mar de um destes povoados lígures, Oratelli de Peille.
O Mónaco foi fundado como colónia fenícia em Ligúria antiga e mais tarde foi ocupado por gregos e cartagineses, e em seguida pelos romanos, no final do século II a.C., que chamavam o local de Hercules Monoecus. Durante a ocupação, os romanos edificaram na atual comuna francesa de La Turbie o "Troféu de Augusto", que celebra o triunfo das campanhas militares de Augusto. Durante este mesmo período marinheiros fenícios e cartagineses trouxeram prosperidade à região. O Mónaco foi cristianizado no século I.

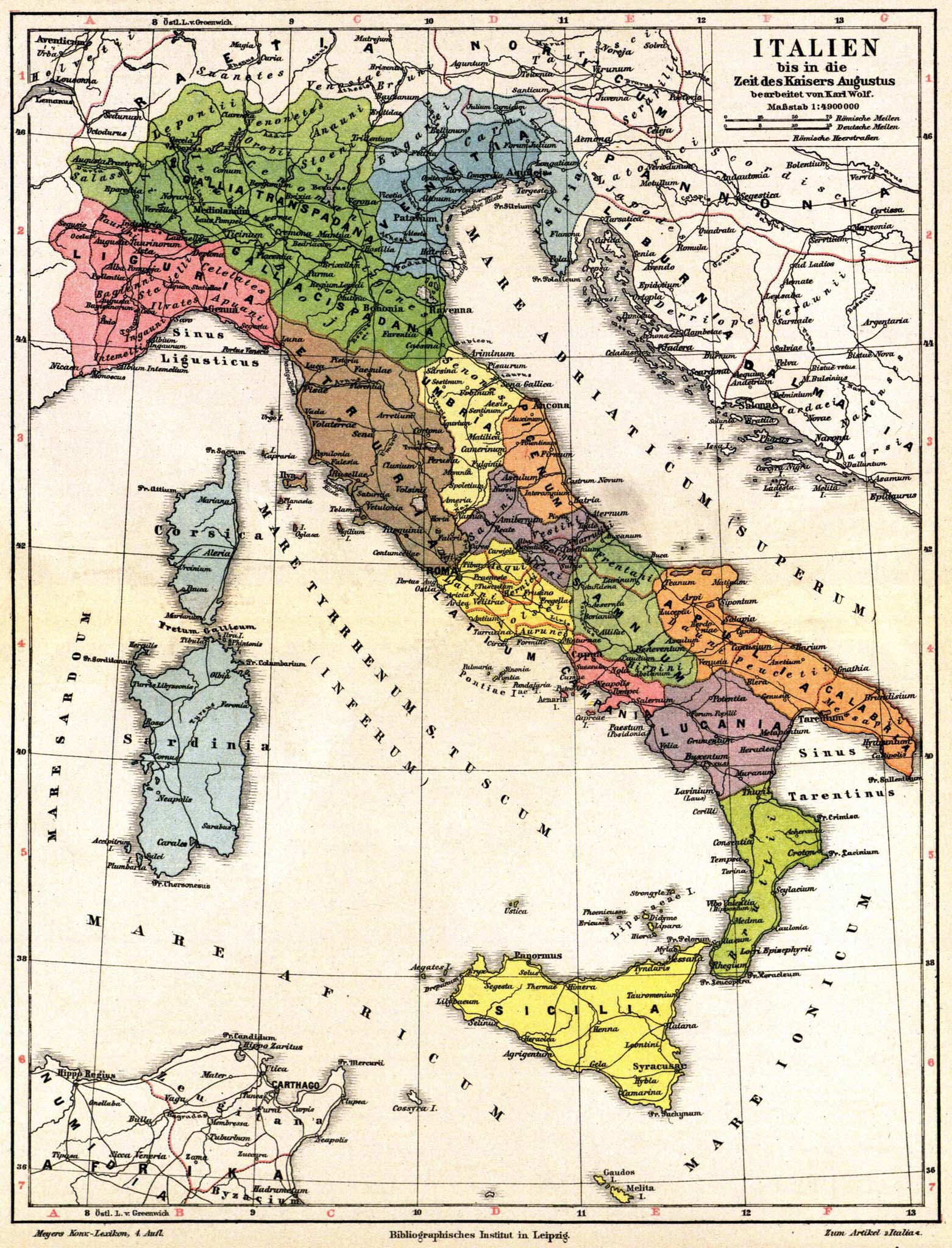
Mónaco na região IX Liguria, Itália (província romana) — século I a.C.

Mónaco na República de Gênova, Itália, em 1494

Mónaco na República de Gênova, Itália, em 1796

A partir da queda do Império Romano, no século V, a região foi invadida a intervalos regulares por diversos povos. No século V, tornou-se parte do Reino Ostrogótico da Itália com Ravena para capital. No século VI é a reunificação com o Império Bizantino e no século seguinte, a Ligúria é conquistada pelo rei lombardo Rotário e criou o Ducado de Ligúria com capital Génova. Mónaco fez parte do Reino Itálico e continuou na região de Ligúria entre o rios Var e o Magra. No século VIII e século IX sofreu numerosas invasões sarracenas.
Em 1191, o território do que é hoje o Mónaco faz parte da República de Génova. Em 8 de janeiro de 1297, os Grimaldi, uma família nobre da República de Génova com ascendência em diversos doges genoveses, ligou-se à fortaleza e colocou a primeira pedra da praça fortificada (hoje o palácio principesco). Seu chefe, Fulco del Castello, obteve do imperador Henrique IV, Sacro Imperador Romano-Germânico a soberania do conjunto de terras que rodeiam o rochedo do Mónaco e, para atrair uma população estável, concedeu uma série de vantagens como a concessão de terras com isenção de impostos. A partir de então, a região se converteu no objetivo de luta entre os dois grandes partidos de Génova: os gibelinos (partidários do imperador romano-germânico) e os guelfos (fiéis ao papa), estes últimos aliados dos Grimaldi.
A lenda diz que, na noite de 8 de janeiro de 1297, Francisco Grimaldi, disfarçado de frade (ou monge, que, em italiano, é dito monaco, o que veio a dar posteriormente o nome ao principado), pediu, por esmola, que lhe dessem refúgio na porta do castelo. Conseguindo que lhe dessem entrada, depressa empunhou a sua espada, escondida por debaixo do hábito religioso franciscano, assassinou o guarda e assim tornou possível o aparecimento súbito de seu primo Rainier I, Senhor de Cagnes, e de um grupo de homens que o acompanhavam para ajudar na conquista da fortaleza. Desde então, o castelo-fortaleza do rochedo do Mónaco se tornou possessão dos Grimaldi. Este evento histórico é recordado no brasão de armas de Mónaco, onde dois frades com espadas seguram o próprio brasão, e foi perpetuado com a colocação de uma estátua de Francisco Grimaldi na entrada do atual Palácio do Príncipe do Mónaco.
Em 1331, Carlos Grimaldi, filho de Rainério I, reconquistou a região e adquiriu as possessões dos Spinola, aliados dos gibelinos, além dos domínios de Menton e Roquebrune. Carlos Grimaldi (senhor do Mónaco como Carlos I) é considerado por muitos o verdadeiro fundador do principado, e o primeiro senhor do Mónaco. Carlos I morreu em 1357 e seu filho Rainério II combateu os genoveses até que, em 1489, Carlos VIII, rei da França, e Carlos I, duque de Saboia, reconheceram a soberania do Mónaco.
Em 1613, Honorato II passou a usar o título de príncipe e senhor do Mónaco. Em setembro de 1641, após uma década de negociações, Honorato II e o rei Luís XIII da França firmaram o tratado de Peroné, pelo qual reconheciam o direito de soberania do Mónaco. O Reino da França assegurou então sua proteção ao príncipe do Mónaco. No mesmo ano os espanhóis foram expulsos do principado.

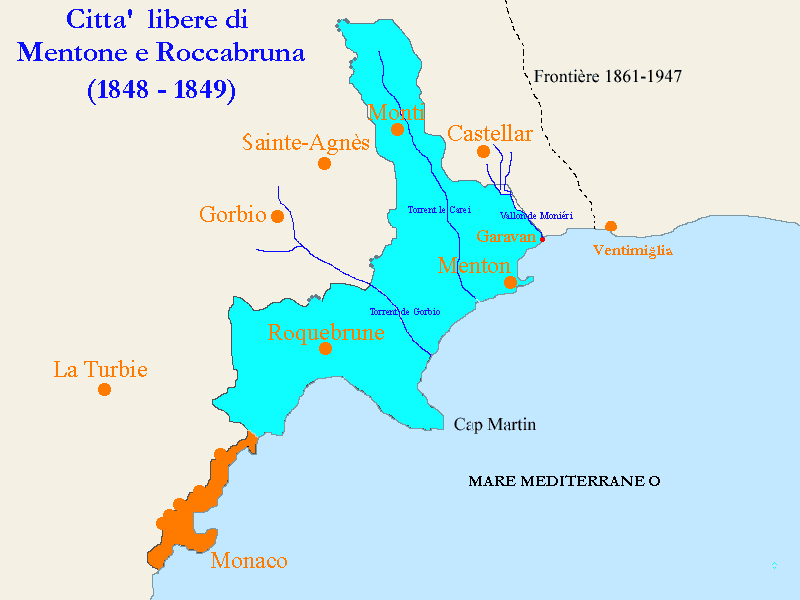
A máxima extensão do Principado com Menton e Roquebrune faziam parte do Principado do Mónaco até 1847, mas foram oficialmente anexadas pela França em 1861

Ocupada pelos espanhóis em 1605, ganhou os senhorios de Roquebrune e Menton, que perderam com a Revolução de 1848. Até 1847, o Principado do Mónaco, ocupou uma área total de 24 km² dividida em três distritos: Mónaco (1 250 habitantes), Roquebrune (Roquebrune-Cap-Marin hoje) (850 habitantes) e Menton (4 900 habitantes).
Durante o movimento revolucionário de 1848, Menton e Roquebrune proclamaram sua revogação da família Grimaldi, os habitantes destas cidade haviam se cansado da tributação pesada dos Grimaldis, e proclamaram-se "cidades livres" sob a proteção do Reino da Sardenha. Em 1861, o Piemonte-Sardenha cedeu Nice à França após o apoio do imperador Napoleão III no início da unificação italiana. Nice, Menton e Roquebrune votaram a sua anexação à França, que foi ratificado pelo Tratado Franco-Monegasco.

Invasão e anexação francesa, em 1860

Durante a Revolução Francesa (1789–1799) o principado foi anexado pela França. Em 1815, no Congresso de Viena, o Mónaco recuperou parcialmente sua independência, após ser declarado território protetorado do Reino da Sardenha, e, em 1860, o tratado de Viena devolveu totalmente a soberania monegasca, que foi ratificada em 1861 pelo tratado Franco-Monegasco. O príncipe-soberano Carlos III contribuiu com o progresso económico do principado. Em 1863, abriu o primeiro casino, e em 1866, o centro Monte-Carlo.
Carlos III governou de 1856 a 1889. O seu filho Alberto I promulgou a primeira constituição política do Mónaco em 1911.
Em 1918, um tratado serviu para delimitar a proteção da França sobre o Mónaco. O tratado estabeleceu que a política monegasca estaria alinhada à da França, da mesma forma que os interesses militares e econômicos, bem como que, caso a família Grimaldi não continue a sua linhagem, o principado será absorvido pela França.
A questão da sucessão causou preocupação a Alberto I, que tinha apenas um filho, Luís Grimaldi, marquês de Baux, que era solteiro. Uma fatalidade com o seu único herdeiro e o principado seria devolvido à França (Luís II só viria a se casar em 1946 com Ghislaine Dommanget e não teve filhos legítimos).
Alertado sobre o problema, Luís apressou-se a reconhecer sua filha ilegítima, princesa Carlota Luísa Julieta Louvet, nascida em 1898, e fruto de um romance com Marie Juliette Louvet, uma cantora de cabaré.
Carlota Luísa Julieta foi então titulada Sua Alteza Sereníssima, Carlota Luísa Julieta Grimaldi, duquesa de Valentinois. Tendo-se casado com o conde Pierre de Polignac, em 1920, que aceitou trocar o seu sobrenome para Grimaldi, seguindo a linhagem familiar, e então Carlota foi titulada Sua Alteza Sereníssima a princesa Carlota, duquesa de Valentinois e condessa de Polignac e estilizada como Sua Alteza Sereníssima a princesa Carlota. Quando seu pai se tornou o príncipe-soberano do Mónaco ela herdou a titulação anterior dele, tornando-se também a marquesa de Baux, sendo titulada como Sua Alteza Sereníssima a princesa Carlota, duquesa de Valentinois, marquesa de Baux e condessa de Polignac.
Do casamento de Carlota Luísa com Pierre de Polignac, nasceram dois filhos, a princesa Antoinette, Baronesa de Massy, que nasceu em 1921, e o príncipe Rainério Grimaldi (futuro príncipe-soberano Rainério III do Mónaco), que veio a substituir o avô no trono do Mónaco, após a morte de seu pai e a abdicação de Carlota em favor do filho, que à época tinha 25 anos. Pela mãe de Carlota ter sido uma cantora de cabarés, a história da princesa é ocultada da maioria dos livros de história do Mónaco.
Uma nova constituição, promulgada em 1962, aboliu a pena de morte, permitiu o voto feminino e nomeou uma corte suprema de Justiça para garantir as liberdades básicas.
Em maio de 1993, o principado tornou-se membro oficial da Organização das Nações Unidas.
Em 2002, um novo tratado entre França e o Mónaco especificou que, na ausência de herdeiros por parte da dinastia Grimaldi, o principado continuará como nação independente em vez de ser revertido a território francês. A defesa militar do Mónaco, entretanto, persiste como responsabilidade das Forças Armadas da França.
O Mónaco possui o importante Museu Oceanográfico do Mónaco, que já foi dirigido por Jacques Cousteau. O principado também é sede de um Grande Prémio de Fórmula 1, o Grande Prémio do Mónaco, o qual foi vencido em 1987, 1989, 1990, 1991, 1992 e 1993 pelo piloto brasileiro Ayrton Senna, tendo ele diversas vezes comemorado sua vitória dando um banho de champagne na família principesca, quebrando o protocolo.

## Geografia

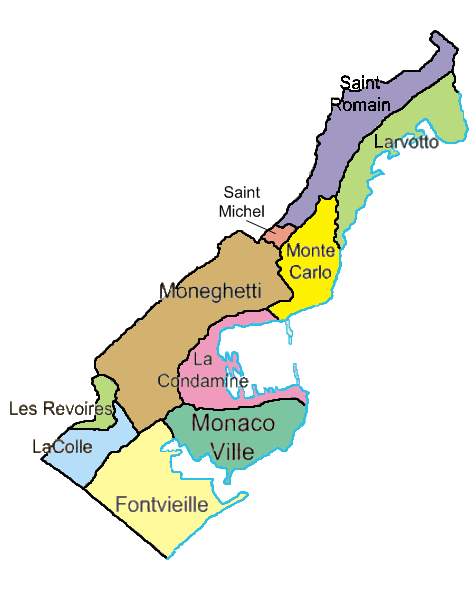
Distritos de Mônaco

O Principado de Mônaco é uma cidade-estado localizado na Riviera Francesa, no oeste da Europa, fazendo fronteira com a França e o Mar Mediterrâneo. Dividido em 10 distritos e 4 áreas tem uma população de 37 308 habitantes e se estende por 2 km2, sendo assim o segundo menor estado soberano no mundo, atrás apenas do Vaticano, e o mais densamente povoado. Tem um terreno elevado e rochoso, com o ponto mais baixo sendo na costa do Mar Mediterrâneo e o ponto mais alto em Chemnin des Revoires, a 163 m de altitude. Tem clima mediterrânico de verão quente, com verões secos e invernos moderados, precipitação anual de 743,6 mm e 2 574,7 horas de sol anuais.

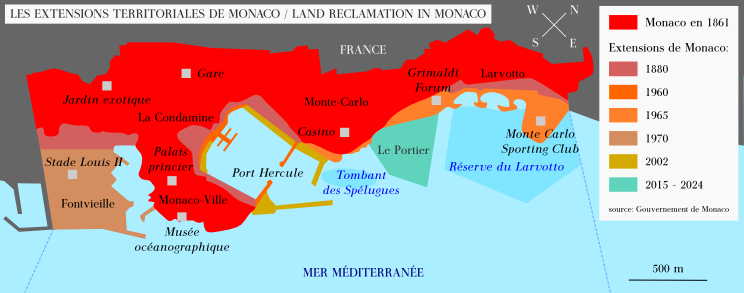
Mônaco e reclamamentos de terra desde 1861

Por ter um território pequeno e uma elevada densidade demográfica, o governo monegasco investe em reclamamento de terra do Mediterrâneo para criar novos espaços para desenvolvimento urbano. Durante 150 anos, 40 ha de terra foram recuperados do mar. Recentemente foi concluída uma das fases do projeto de reclamamento de terra de Le Portier, que consistia em um projeto de 15 ha, mas foi reduzido para 6 ha, já reclamados mas ainda não desenvolvidos. É esperado que até 2025 o projeto seja totalmente concluído.

### Clima
Sendo localizado no oeste da Europa, Mônaco tem um clima mediterrânico de verão quente, com fortes influências marítimas. Como resultado, tem verões quentes e secos e invernos moderados e chuvosos. O período mais quente sendo em julho e agosto, e o mais frio entre janeiro e fevereiro. Precipitação ocorre principalmente no outono e no inverno e há uma média de 60 dias de precipitação no ano. Há uma média de 136,5 horas de sol em dezembro (mês menos ensolarado) e 329,3 horas de sol em julho (mês mais ensolarado). No inverno, a ocorrência neve é extremamente rara e se apresenta uma ou duas vezes a cada 10 anos.
O inverno monegasco é moderadamente frio e chuvoso, com temperaturas mínimas médias entre 8 °C e 9,5 °C e temperaturas máximas médias entre 12 °C e 13 °C, sendo janeiro o mês mais frio do ano. A primavera é uma estação moderadamente quente, com temperaturas médias entre 9,5 °C e 19,5 °C. O verão é uma estação quente, com temperaturas médias entre 18,5 °C e 26 °C, com o mês mais quente do ano sendo agosto. O outono é moderadamente quente, com temperaturas médias entre 12 °C e 24 °C. Precipitação ocorre principalmente no outono e no inverno, com os meses com mais dias de chuva sendo novembro, janeiro e fevereiro (7; 6,8 e 6,4 respectivamente) e os meses com mais precipitação sendo outubro, novembro e janeiro (108,2 mm, 104,2 mm e 82,7 mm respectivamente).
| Dados climatológicos para       | Dados climatológicos para | Dados climatológicos para | Dados climatológicos para | Dados climatológicos para | Dados climatológicos para | Dados climatológicos para | Dados climatológicos para | Dados climatológicos para | Dados climatológicos para | Dados climatológicos para | Dados climatológicos para | Dados climatológicos para | Dados climatológicos para |
| Mês                             | Jan                       | Fev                       | Mar                       | Abr                       | Mai                       | Jun                       | Jul                       | Ago                       | Set                       | Out                       | Nov                       | Dez                       | Ano                       |
| ------------------------------- | ------------------------- | ------------------------- | ------------------------- | ------------------------- | ------------------------- | ------------------------- | ------------------------- | ------------------------- | ------------------------- | ------------------------- | ------------------------- | ------------------------- | ------------------------- |
| Temperatura máxima recorde (°C) | 19,9                      | 23,2                      | 25,6                      | 26,2                      | 30,3                      | 32,5                      | 34,4                      | 34,5                      | 33,1                      | 29,0                      | 25,0                      | 22,3                      | 34,5                      |
| Temperatura máxima média (°C)   | 13,0                      | 13,0                      | 14,9                      | 16,7                      | 20,4                      | 23,7                      | 26,6                      | 26,9                      | 24,0                      | 20,6                      | 16,5                      | 13,9                      | 19,2                      |
| Temperatura média (°C)          | 10,2                      | 10,2                      | 12,0                      | 13,8                      | 17,4                      | 20,9                      | 23,8                      | 24,2                      | 21,1                      | 17,9                      | 13,8                      | 11,2                      | 16,4                      |
| Temperatura mínima média (°C)   | 7,4                       | 7,4                       | 9,1                       | 10,9                      | 14,6                      | 18,0                      | 21,0                      | 21,4                      | 18,3                      | 15,2                      | 11,2                      | 8,5                       | 13,6                      |
| Temperatura mínima recorde (°C) | −3,1                      | −5,2                      | −3,1                      | 3,8                       | 7,5                       | 9,0                       | 10,5                      | 12,4                      | 10,5                      | 6,5                       | 1,6                       | −1,0                      | −5,2                      |
| Precipitação (mm)               | 67,7                      | 48,4                      | 41,2                      | 71,3                      | 49,0                      | 32,6                      | 13,7                      | 26,5                      | 72,5                      | 128,7                     | 103,2                     | 88,8                      | 743,6                     |
| Dias com precipitação           | 6,0                       | 4,9                       | 4,5                       | 7,3                       | 5,5                       | 4,1                       | 1,7                       | 2,5                       | 5,1                       | 7,3                       | 7,1                       | 6,5                       | 62,4                      |
| Insolação (h)                   | 149,8                     | 158,9                     | 185,5                     | 210,0                     | 248,1                     | 281,1                     | 329,3                     | 296,7                     | 224,7                     | 199,0                     | 155,2                     | 136,5                     | 2 574,7                   |
| Fonte:                          |                           |                           |                           |                           |                           |                           |                           |                           |                           |                           |                           |                           |                           |
| Fonte 2:                        |                           |                           |                           |                           |                           |                           |                           |                           |                           |                           |                           |                           |                           |

### Demografia
|            |            |  |       |       |
| Franceses  | Franceses  |  | 9.286 | 9.286 |
| Monegascos | Monegascos |  | 8.378 | 8.378 |
| Italianos  | Italianos  |  | 8.172 | 8.172 |
| Britânicos | Britânicos |  | 2.795 | 2.795 |
| Suíços     | Suíços     |  | 1.187 | 1.187 |
| Belgas     | Belgas     |  | 1.073 | 1.073 |
| Outros     | Outros     |  | 6.047 | 6.047 |

No censo de 2016, Mônaco tinha uma população de 37 308 habitantes, dos quais 8 378 de nacionalidade monegasca, 9 286 franceses, 8 172 italianos, 2 795 britânicos, 1 187 suíços, 1 073 belgas, 907 alemães, 749 russos, 555 holandeses, 523 portugueses, 401 gregos, 366 estadunidenses, 323 suecos, 311 canadenses, 294 espanhóis, 248 dinamarqueses, 239 marroquinos, 238 austríacos, 195 libaneses, 173 australianos, 173 irlandeses, entre outros. Isso significa efetivamente que cidadãos monegascos são uma minoria em seu próprio país. Tendo uma área de 2 km2. 51,1% da população são mulheres e 48,9% são homens.
| Religiões em Mônaco      | Religiões em Mônaco      | Religiões em Mônaco | Religiões em Mônaco | Religiões em Mônaco |
| ------------------------ | ------------------------ | ------------------- | ------------------- | ------------------- |
|                          |                          |                     |                     |                     |
| Cristianismo             | Cristianismo             |                     | 83.2%               | 83.2%               |
| Irreligioso              | Irreligioso              |                     | 12.9%               | 12.9%               |
| Judaísmo                 | Judaísmo                 |                     | 2.9%                | 2.9%                |
| Islamismo                | Islamismo                |                     | 0.8%                | 0.8%                |
| Outras, não especificado | Outras, não especificado |                     | 0.5%                | 0.5%                |

O Catolicismo é a religião estatal oficial de Mônaco, embora outras práticas religiosas sejam permitidas e liberdade religiosa é protegida por lei. Cristãos formam o maior grupo religioso de Mônaco, com 83,2% da população praticando a religião, 93% de cristãos identificando-se como católicos, 3,3% como protestantes, 2,3% ortodoxos, 0,7% anglicanos, e outras denominações 0,4%. 12,9% da população é irreligiosa, 2,9% são judeus, 0,8% são islâmicos (não existem mosques em Mônaco, e o mais próximo se localiza em Beausoleil, França) e 0,5% praticam outras religiões ou não especificaram.
O francês é a língua oficial do principado, mas o italiano também é falado amplamente no país devido à grande população de nacionalidade italiana e a proximidade com a Itália. O inglês também é falado, devido ao príncipe Albert II ter uma mãe estadunidense, ao ambiente de negócios e ao grande número de turistas que visitam o país. O dialeto monegasco, uma variedade do liguriano, também é amplamente falado no país, com 89 378 de origem monegasca, sendo ensinado nas escolas em Mônaco e falado principalmente por idosos.

## Política

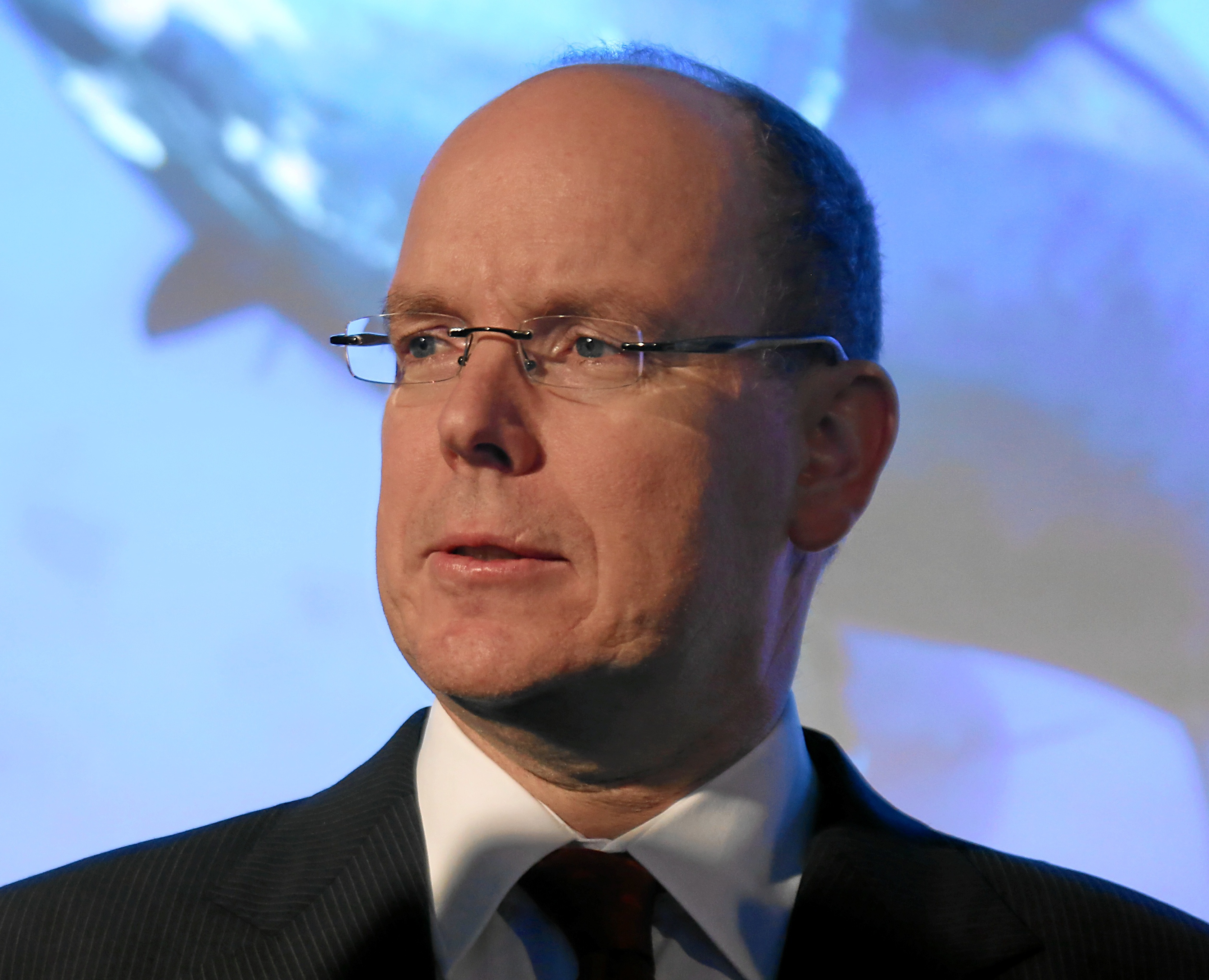
Atual príncipe de Mônaco, Alberto II

Mônaco é uma monarquia constitucional hereditária, no qual o príncipe é o chefe de estado, com a coroa sendo passada para o primogênito, com preferência masculina. Antes de 1911, a monarquia era absoluta, mas a constituição promulgada no mesmo ano aboliu o absolutismo a favor do constitucionalismo. O governo é responsável pela administração do dia a dia, liderado por um Ministro de Estado, escolhido pelo príncipe. Cinco conselheiros dão assistência ao Ministro de Estado, cada um responsável por um departamento, sendo esses: o Departamento do Interior, Departamento de Finanças e Economia, Departamento de Saúde e Bem-Estar Social, Departamento de Planejamento Urbano e Meio Ambiente e Departamento de Relações Exteriores.
O Conselho Nacional é o parlamento monegasco, que é formado por 24 membros, eleitos pelo sufrágio universal. O poder legislativo é exercido por esse conselho, podendo o mesmo votar em leis e o orçamento nacional. Os parlamentares se reúnem em duas sessões anuais, que duram três meses e acontecem de 1 de abril a 30 de junho e 1 de outubro a 31 de dezembro. O conselho foi formado em 1911, inicialmente tendo apenas 12 membros e menos poderes do que nos dias atuais.
O Conselho Comunal é composto por 15 membros, eleitos por sufrágio universal, reunindo-se a cada três meses em reuniões ordinárias que duram um máximo de 15 dias, podendo haver sessões extraordinárias por motivos específicos, a pedido do prefeito ou de dois terços dos conselheiros, autorizado pelo Ministro de Estado. O conselho deve ser consultado pelo ministro de Estado para iniciativas de planejamento urbano, projetos públicos de larga escala, iniciativas para criar ou destruir espaços verdes, projetos que podem afetar a aparência da cidade ou rotas de tráfego e construção de edifícios.

### Relações Internacionais
O Mônaco é tão antigo que sobreviveu a muitas das nações e instituições com as quais manteve relações. A Coroa de Aragão e a República de Gênova tornaram-se parte de outros países, assim como o Reino da Sardenha. Honorato II garantiu o reconhecimento da soberania do país quando da independência da Espanha em 1633 e, em seguida, de Luís XIII da França pelo Tratado de Péronne em 1641.
O Mônaco fez um acordo especial com a França em 1963, no qual as leis alfandegárias francesas se aplicam em Mônaco e em suas águas territoriais. Mônaco usa o Euro como moeda, mas não é membro da União Europeia. A nação compartilha uma fronteira de 6 km com a França, mas também tem cerca de 2 km de limites com o mar Mediterrâneo. Dois acordos importantes apoiam a independência de Mônaco da França, sendo estes o Tratados Franco-Monegascos de 1861 e o Tratado francês de 1918.

### Subdivisões
O Principado subdivide-se em 10 distritos (wards) e 4 áreas (quartiers).
Distritos
- Monte Carlo
- La Rousse
- Larvotto
- La Condamine
- Monaco-Ville
- Fontvieille
- La Colle
- Les Révoires
- Moneghetti
- Saint Michel

Áreas
- Monte-Carlo
- Condamine
- Monaco-Ville
- Fontvieille

## Economia

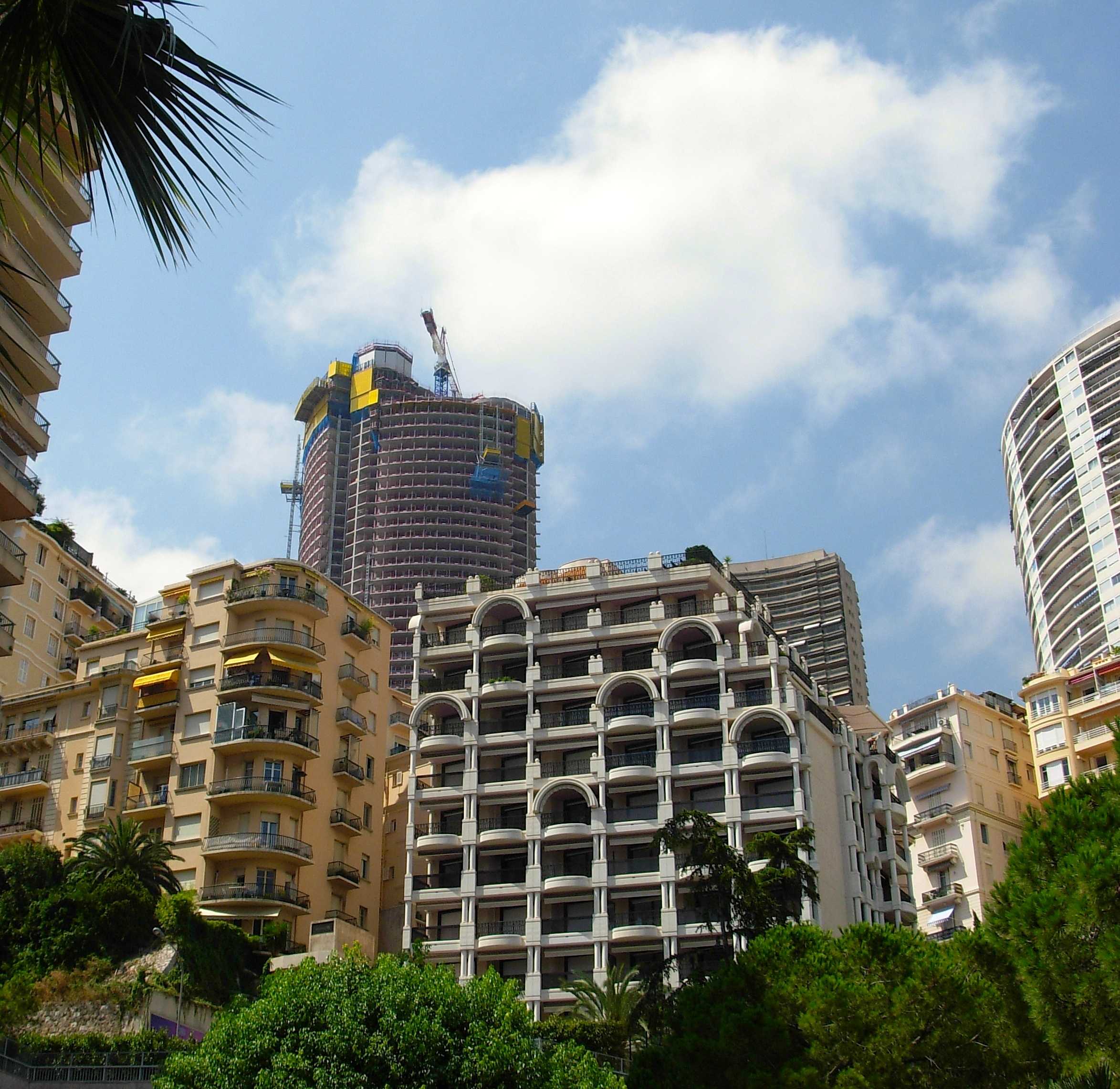
Tour Odéon, prédio residencial que contém o terceiro apartamento mais caro do mundo

Mônaco tinha um PIB nominal de aproximadamente 7,188 bilhões de USD e um PIB per capita de 196 mil USD em 2018. A economia da nação depende principalmente de setores como turismo, finanças, construção civil e indústria, devido a falta de recursos naturais que tornam inviável atividades econômicas como mineração, o pequeno território da nação, que impede o uso de muita terra para agricultura, o clima favorável ao setor financeiro devido às baixas taxas e ao clima e a presença do cassino, que tornam o turismo popular.
O país tem a menor taxa de pobreza no mundo, e a maior taxa de milionários per capita, com uma taxa de pobreza de zero e uma em cada três pessoas milionárias. Em 2016, haviam um total de 52 447 pessoas trabalhando em Mônaco, das quais 4 528 no setor público e 47 919 no setor privado, a maioria desses trabalhadores vindos de cidades francesas. A taxa de desemprego em 2019 era de 3,2%. O país tem um dos mercados mobiliários mais caros do mundo, com a média de preço por um metro quadrado em Mônaco sendo de mais de 57 800 USD por metro quadrado, e com o terceiro apartamento mais caro do mundo se localizando em Mônaco.

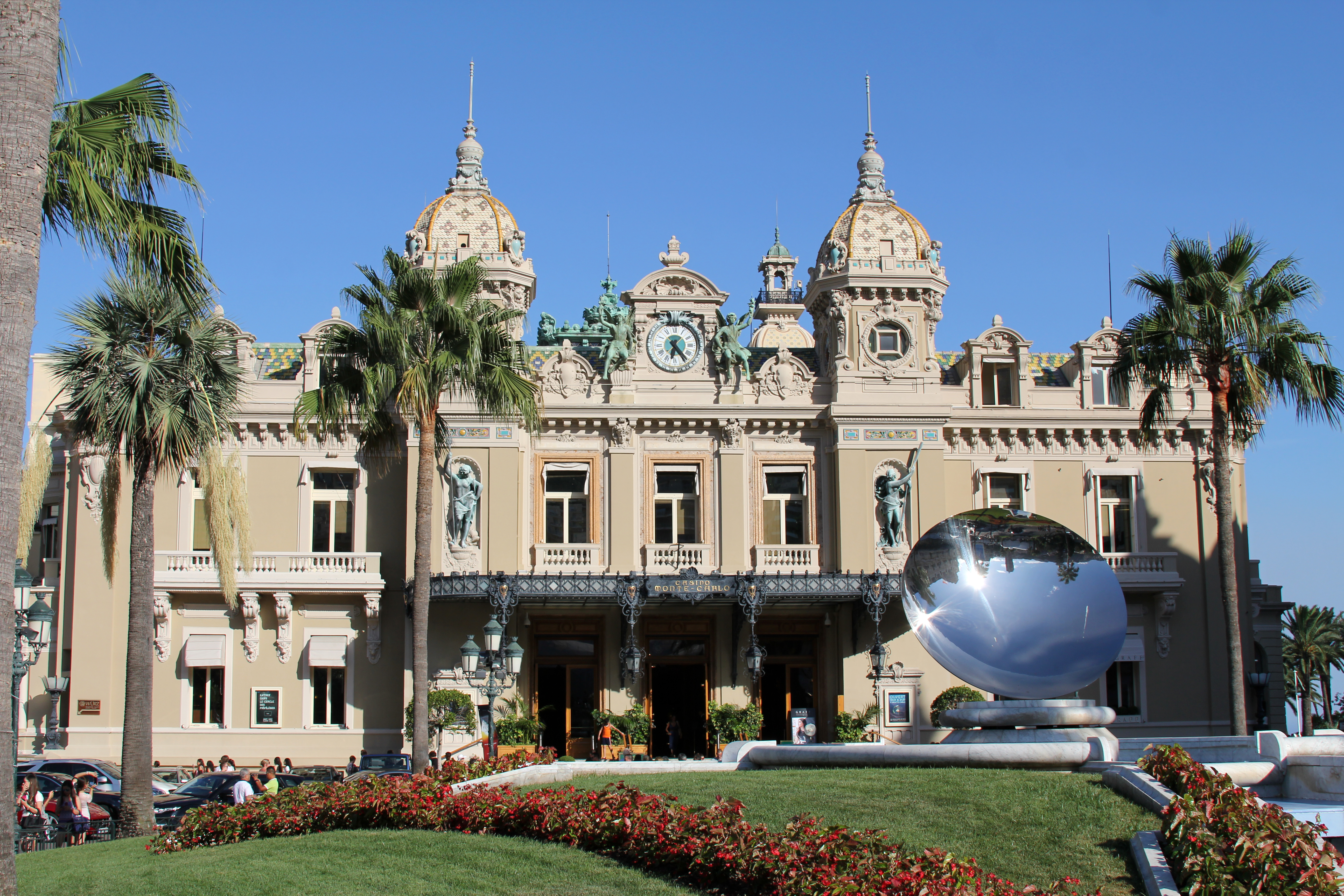
O cassino de Monte-Carlo

Turismo é uma das principais atividades econômicas de Mônaco, com o pequeno principado de 38 mil habitantes recebendo mais de 7 milhões de turistas visitando a cidade-estado anualmente, com o clima agradável e pontos turísticos muito conhecidos como o cassino de Monte-Carlo, Museu Oceanográfico, Museu Nacional, Palácio do Príncipe, a Catedral de Mônaco, o píer, jardins e eventos como o Grand Prix de Mônaco Além disso, existem 10 restaurantes monegascos com estrelas Michellin.
As leis favoráveis a jogos de aposta fizeram surgir em Mônaco quatro cassinos principais: Cassino de Monte-Carlo, Cassino Café de Paris, Sun Cassino e o Monte-Carlo Bay Cassino. Esses atraem milhões de turistas anualmente, adquirindo uma quantia de cerca de 223 milhões de euros. No início da segunda metade do século XIX, as cidades de Rocquebrunne e Mentone se declararam cidades livres, se emancipando assim de Mônaco. Isso desestabilizou a economia monegasca, que tinha a sua principal fonte de renda nas produções de limão, laranja e oliva, que eram plantados nas duas cidades recém-emancipadas. Isso levou o príncipe a tomar medidas drásticas, e legalizar jogos de aposta. No começo a indústria de cassinos de Mônaco teve pouco sucesso, devido ao difícil acesso, mas a construção de uma ferrovia em 1868 mudou a situação, com o número de turistas aumentado drasticamente.

## Infraestrutura

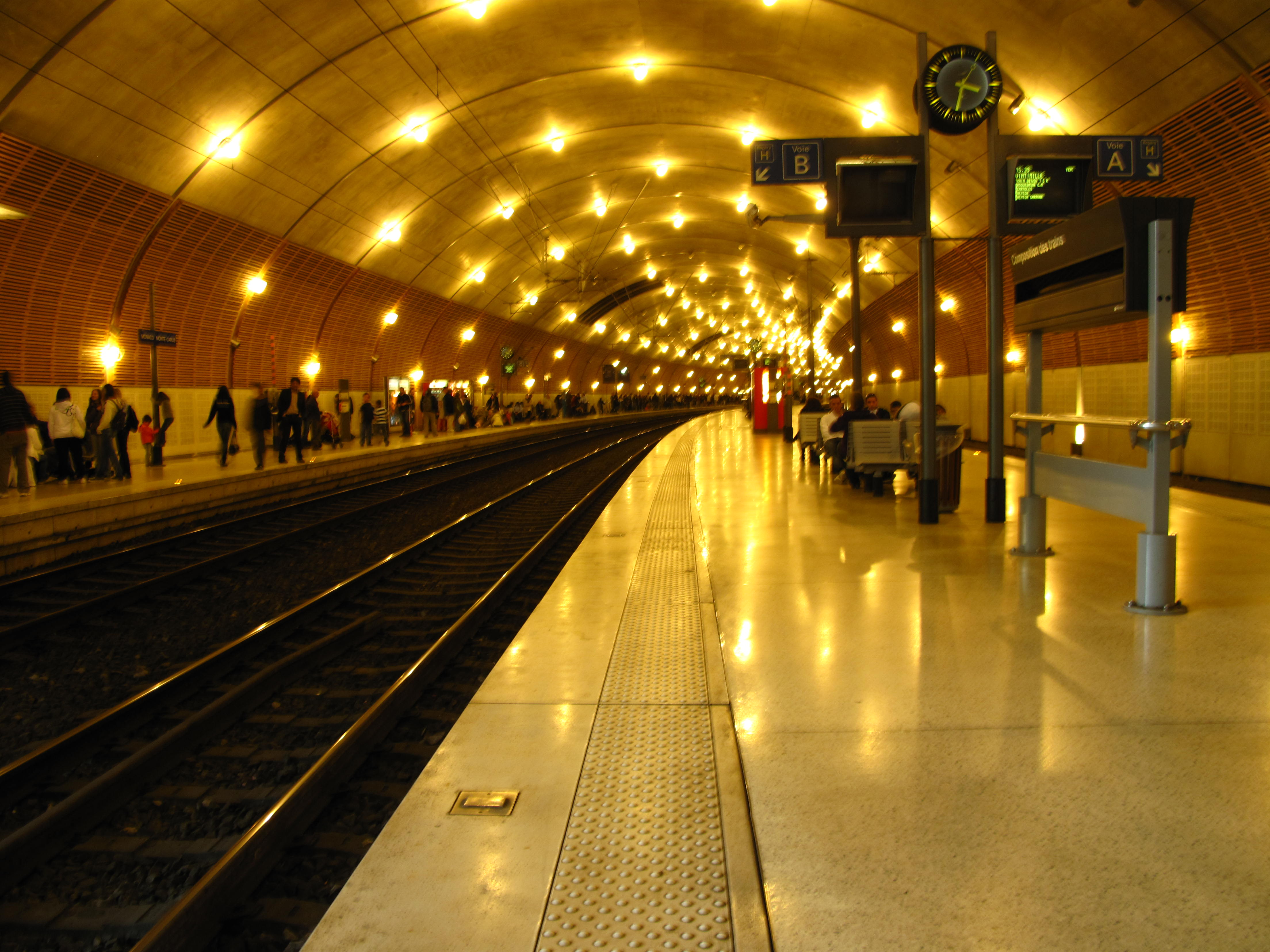
Interior da estação de trem de Mônaco/Monte-Carlo

Mônaco tem um eficiente sistema de transporte público, com 6 linhas de ônibus ligando os principais pontos turísticos da cidade das 7h às 21h, operadas pela Compagnie Autobus de Monaco. Há também um sistema de alugamento de bicicletas elétricas, feito pela companhia MonaBike, que tem 390 bicicletas e 42 estações. Para comutar para cidades vizinhas, pode também ser usado um helicóptero, na viagem entre Mônaco e o aeroporto de Nice, que demora entre 6 e 7 minutos e é operado pela MonacAir. Há também o trem, operado pela SNCF, que liga Mônaco a cidades vizinhas pela linha costeira.
Educação é compulsória para crianças e adolescentes entre 6 e 16 anos. O sistema é bem estruturado, com currículo feito para atingir padrões internacionais, e se baseia muito no francês. O país possui 10 escolas públicas, incluindo 7 creches e instituições de ensino primário, um lyceé e uma faculdade que provê formação vocacional. O ano escolar começa no início de setembro. As crianças aprendem, desde cedo, inglês e francês, além do dialeto monegasco e as crianças aprendem a nadar aos cinco anos.

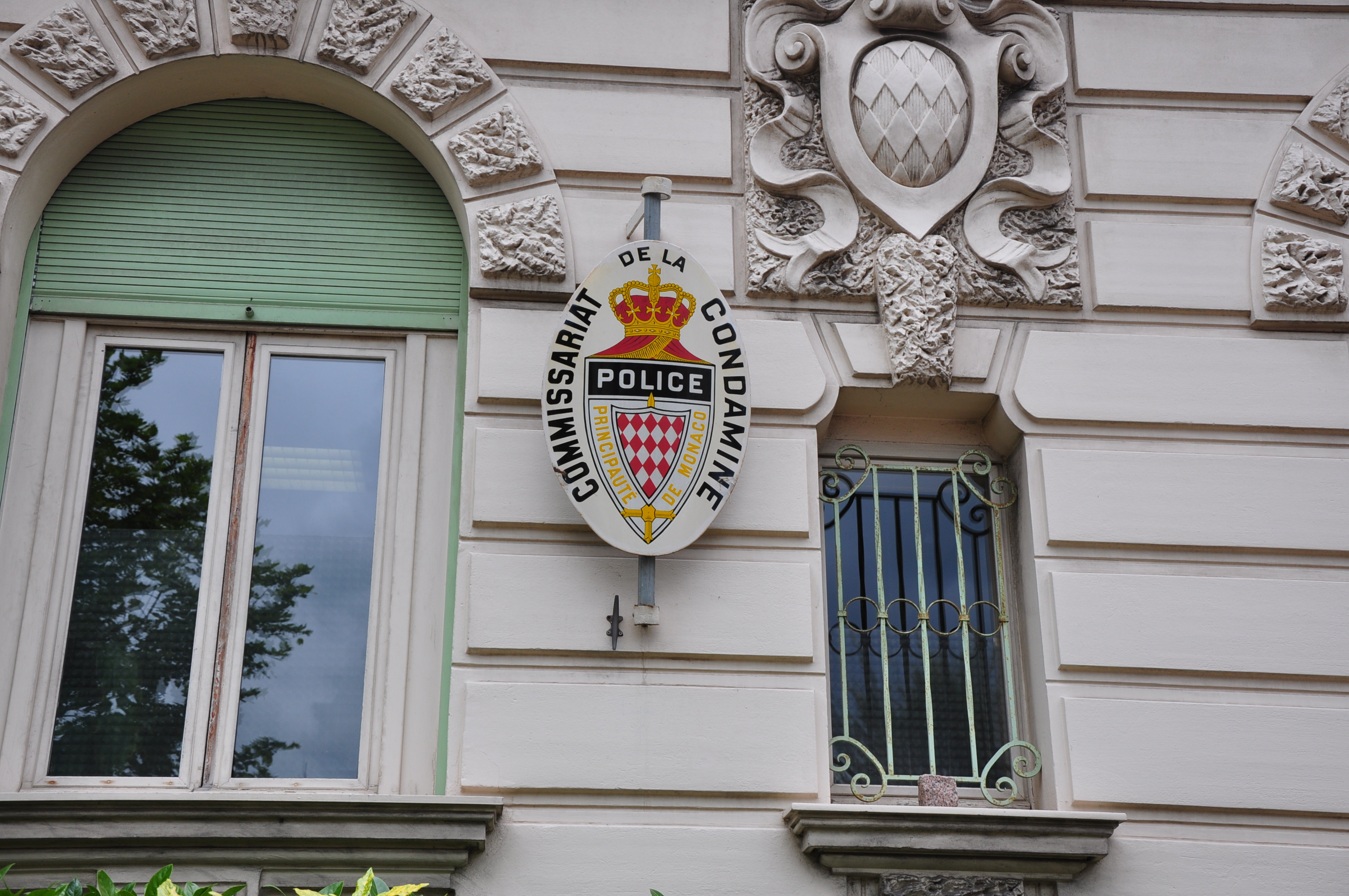
Posto policial de Mônaco

Mônaco tem um exemplar sistema de saúde, provido pelo sistema público e por serviços de empresas privadas que o complementam. Todos os cidadãos devem contribuir ao Caisses Sociales de Monaco (CSM), e todos que contribuírem tem o direito de usar o sistema púlico de saúde. Há na cidade-estado quatro instituições de saúde: Centre Hospitalier Princesse Grace, Centre Cardio-Thoracique de Monaco, Centre d’Hémodialyse Privé de Monaco e o Institut Monégasque de Médecine et Chirurgie Sportive. A expectativa de vida em 2003 era de 81 anos, 85 para mulheres e 78 para homens, número que aumentou para 89,3 anos em 2020, 85,4 para homens e 93,3 para mulheres.
O país é um dos mais seguros do mundo, com uma força policial de 519 para uma população de 38 000 (cerca de 1 policial por 100 habitantes). Há um sofisticado sistema de vigilância de 24 horas cobrindo todo o principado. O departamento policial é chefiado por um membro da polícia francesa e é um dos mais modernos e eficientes na Europa, com policiais tendo que passar por um programa de treinamento intensivo que dura 2 anos. A corte de justiça quase sempre dá sentenças máximas, ajudando a desencorajar crime.